# Chen Jining
Chen Jining är en kinesisk kommunistisk politiker på ledande nivå. Han är partichef i Shanghai och är sedan 22 oktober 2022 ledamot i politbyrån i Kinas kommunistiska parti.
Chen gick med i Kinas kommunistiska parti 1984 och tog en examen från Tsinghuauniversitetet 1986.